# La Grulla
La Grulla est une ville américaine située dans le comté de Starr, dans l’État du Texas. Lors du recensement de 2010, sa population s’élevait à 1 622 habitants.

## Histoire
La Grulla a été fondée en 1836 par Juan Santiago Longoria, ancêtre de l’actrice Eva Longoria.

## Source
- (en) Cet article est partiellement ou en totalité issu de l’article de Wikipédia en anglais intitulé « La Grulla, Texas » (voir la liste des auteurs).